# Bigor Dolenci
Bigor Dolenci (macedónul: Бигор Доленци) település Észak-Macedóniában, a Délnyugati körzet Kicsevói járásában, 2013-ig a Vranesticai járás része volt, ami teljes egészében beolvadt a Kicsevói járásba.

## Népesség
| Lakosok száma | 337  | 317  | 250  | 214  | 189  | 203  | 194  | 156  | 114  |
|               | 1948 | 1953 | 1961 | 1971 | 1981 | 1991 | 1994 | 2002 | 2021 |

2002-ben 156 lakosa volt, akik mindannyian macedónok.